# Jutta Schlichting
Jutta Schlichting (* 31. Mai 1927 in Dresden; † 1997) war eine deutsche Grafikerin.

## Leben und Werk
Jutta Schlichting studierte von 1952 bis 1956 bei Rudolf Bergander, Erich Fraaß, Lea Grundig und Hans Theo Richter an der Hochschule für Bildende Künste Dresden. Danach arbeitete sie in Dresden als Mitglied des Mitglied des Verbands Bildender Künstler der DDR als freiberufliche Künstlerin, insbesondere als Grafikerin, Aquarellistin und Zeichnerin.
Sie war eine typische Vertreterin des Sozialistischen Realismus der DDR. Entsprechend der kulturpolitischen Forderung an die Künstler, zur künstlerischen Arbeit „an die Basis“ zu gehen, unterhielt sie enge Beziehungen zu Beschäftigten der Dresdner Süßwarenfabriken Elbflorenz. Sie unternahm mehrere Studienreisen, u. a. 1963 in die Sowjetunion.
Über die letzten Lebensjahre Jutta Schlichtings liegen keine Informationen vor. Ihre vorerst letzten bekannten Bilder sind Landschaftsaquarelle aus dem Elbsandsteingebirge von 1997.

## Werke (Auswahl)
- Die schöne Lau (Serie von Illustrationen; 1958) u. a.[3]
- Des Kaisers neue Kleider (Lithografie; 1959)[4]
- Landschaft mit Mähdrescher (Federzeichnung; 1960, 30 × 42 cm)[5]
- Hopak (Farbholzschnitt; 1960)
- Es hat sich gelohnt (Farblithografie; 1962, 58 × 39 cm)[6]
- Mit vereinten Kräften (Radierung; 1962; ausgestellt auf der Fünften Deutsche Kunstausstellung)[7]
- Gorkipark in Moskau (Lithografie; 1963, 30,8 × 41,9 cm)
- Die junge Erzieherin (Lithografie; 1969, 66,5 × 53,5 cm)

## Ausstellungen (mutmaßlich unvollständig)
- 1958/1959 und 1962/1963: Dresden, Vierte und Fünfte Deutsche Kunstausstellung
- 1960: Dresden, Albertinum („Junge Künstler“)
- 1960: Freital, Club der Bergarbeiter (Ausstellung für den Kunstpreis des Edelstahlwerkes Freital)
- 1961: Berlin, Akademie der Künste („Junge Künstler in der DAK“)
- 1964: Dresden, Schloss Pillnitz, Bezirkskunstausstellung
- 1970: Berlin, Altes Museum („Im Geiste Lenins“)